# 美柏苑
美柏苑（英語：Mei Pak Court）是香港房屋委員會的居屋屋苑之一，項目編號為ST44，位於新界大圍碧田街2號，翠景花園旁邊，與香粉寮一帶多個公屋及居屋屋苑為鄰；屋苑於2017年5月尾落成。
本屋苑僅有一座住宅大樓，共33層樓高，提供288伙單位，由保華建業負責興建，管理公司為雅居物業管理有限公司，平均每平方呎約3元，為五個新居屋管理費中最貴，媲美有會所、設施多元化的新私人住宅。

## 屋苑資料
屋苑屬單幢式設計，樓高33層，每層設9伙單位。當中73伙為實用面積為371平方呎的一房單位，餘下的215伙為兩房單位，實用面積介乎442至447平方呎。由於屋苑有噪音問題，大部份單位均附送窗口式冷氣機，其他同期居屋交樓時並不包括。

### 樓宇
| 樓宇名稱 | 樓宇類型                | 落成年份 | 樓宇層數 （住宅層數） | 每層伙數 | 單位數目（伙） | 承建商   | 提供升降機的廠商 |
| -------- | ----------------------- | -------- | --------------------- | -------- | -------------- | -------- | ---------------- |
| 美柏苑   | 非標準設計大廈 （長型） | 2017年   | 32 （1-32樓）         | 9        | 288            | 保華建業 | 東芝             |

### 設施

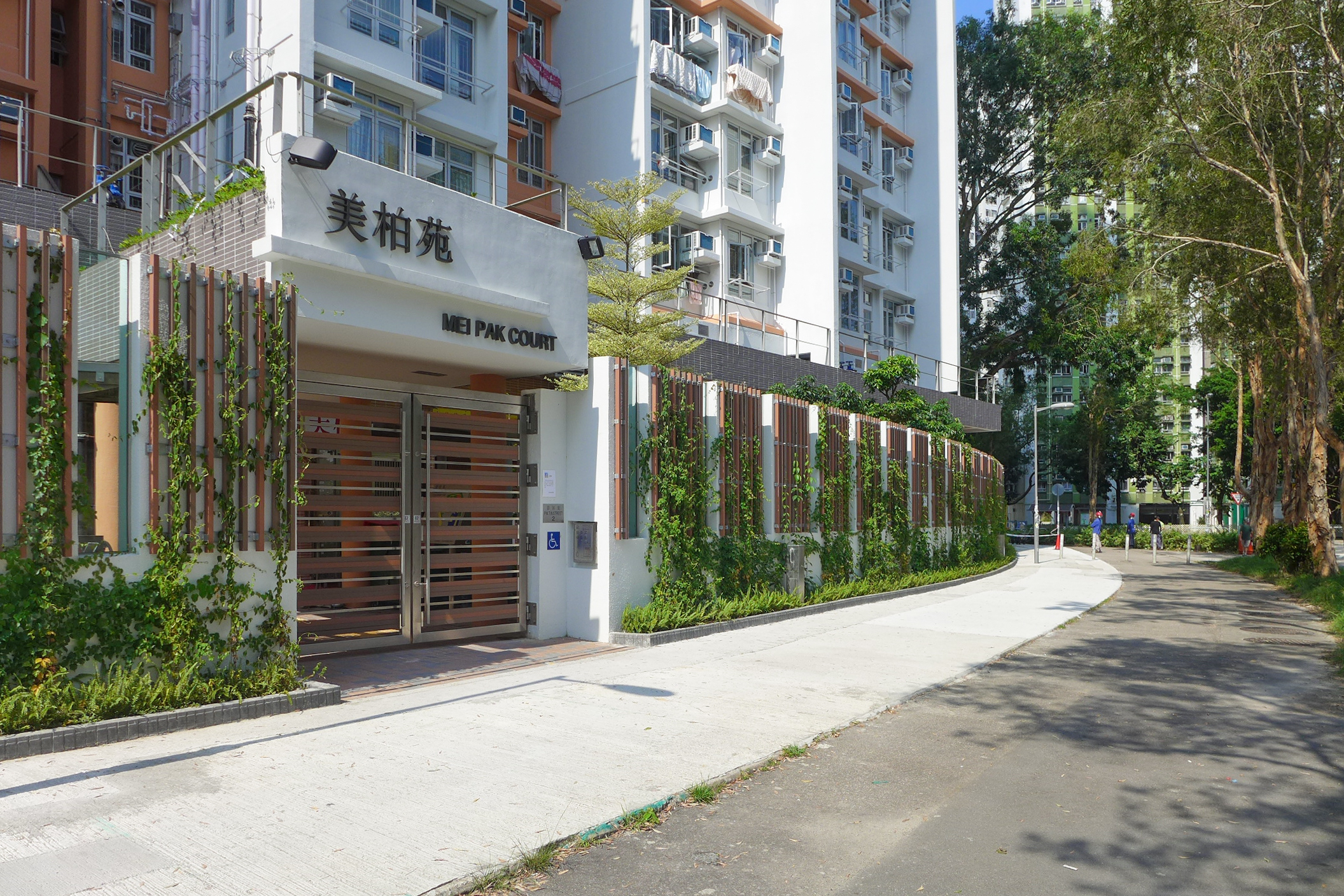
大廈入口

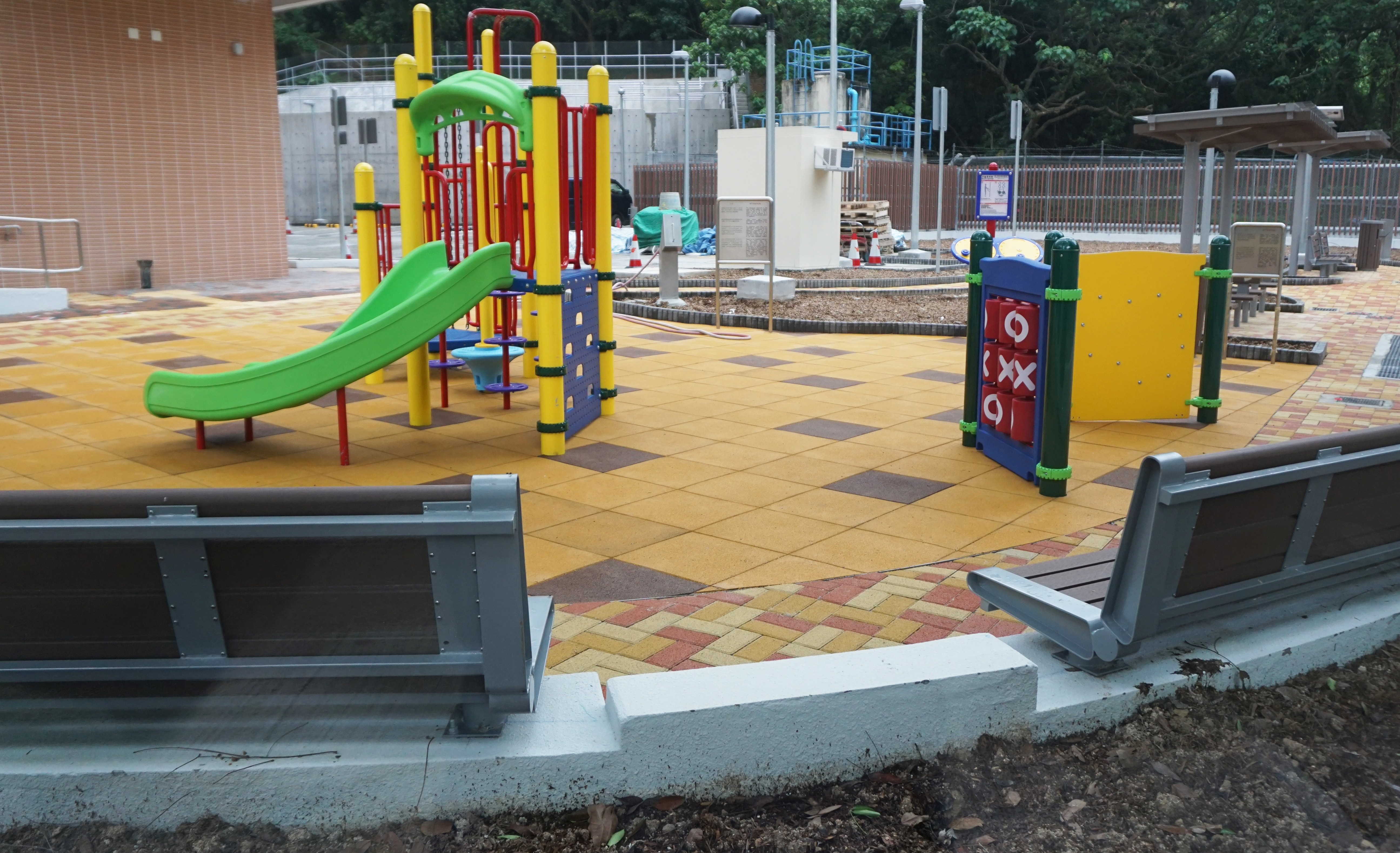
兒童遊樂場

屋苑僅設有兒童遊樂場和露天停車場。

## 建築期間的圖片庫

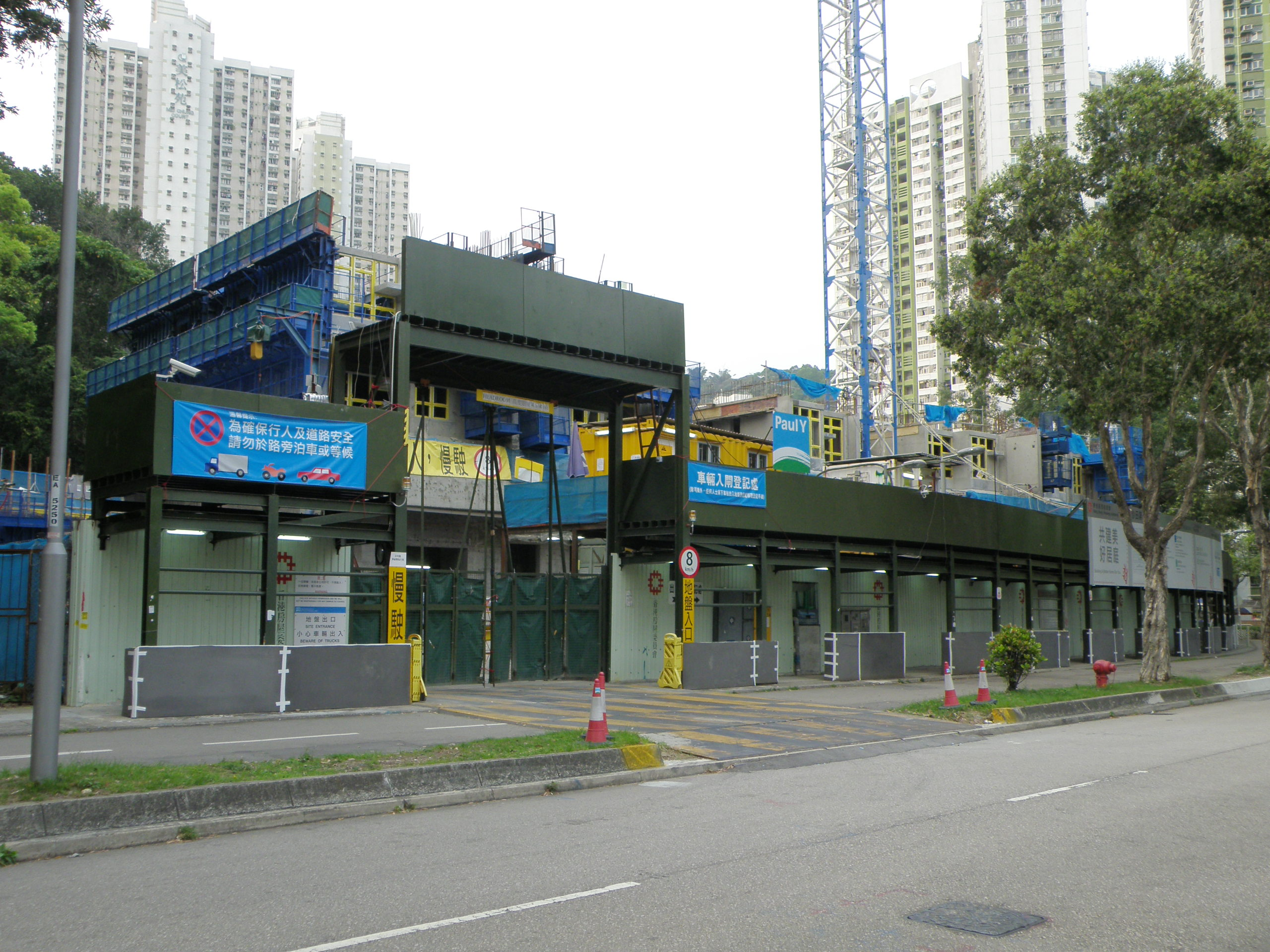
2015年3月
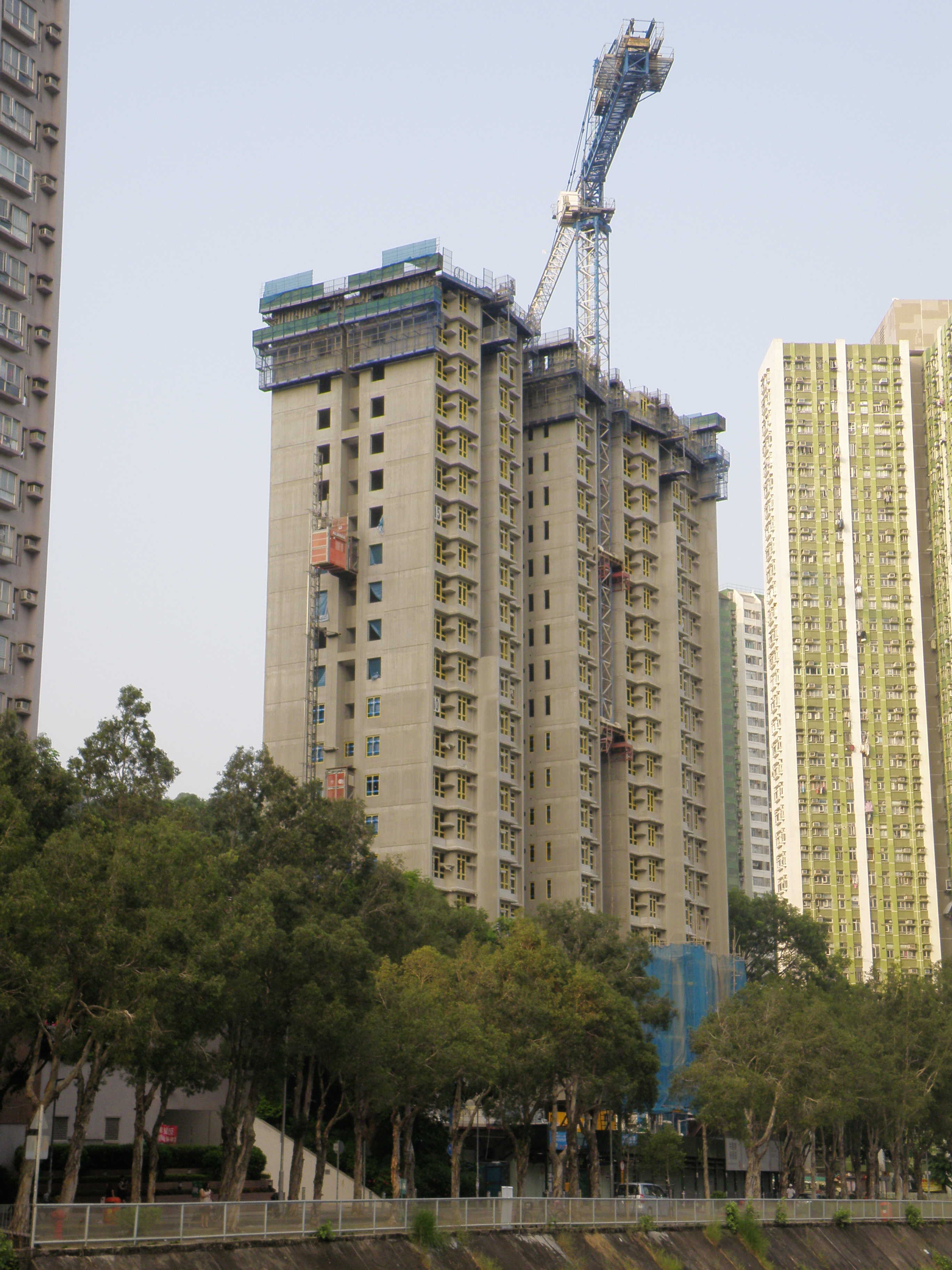
2015年9月
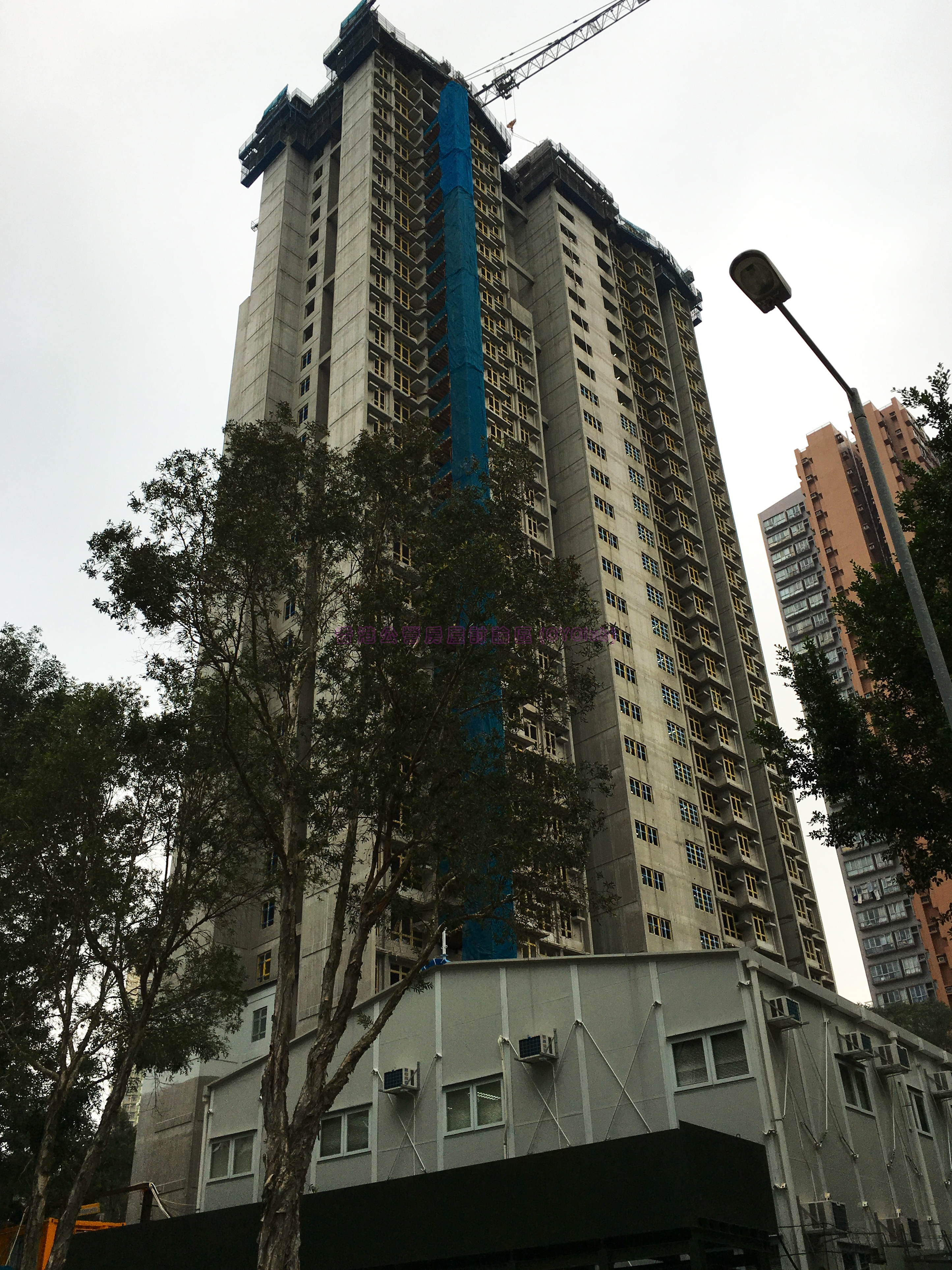
2015年12月
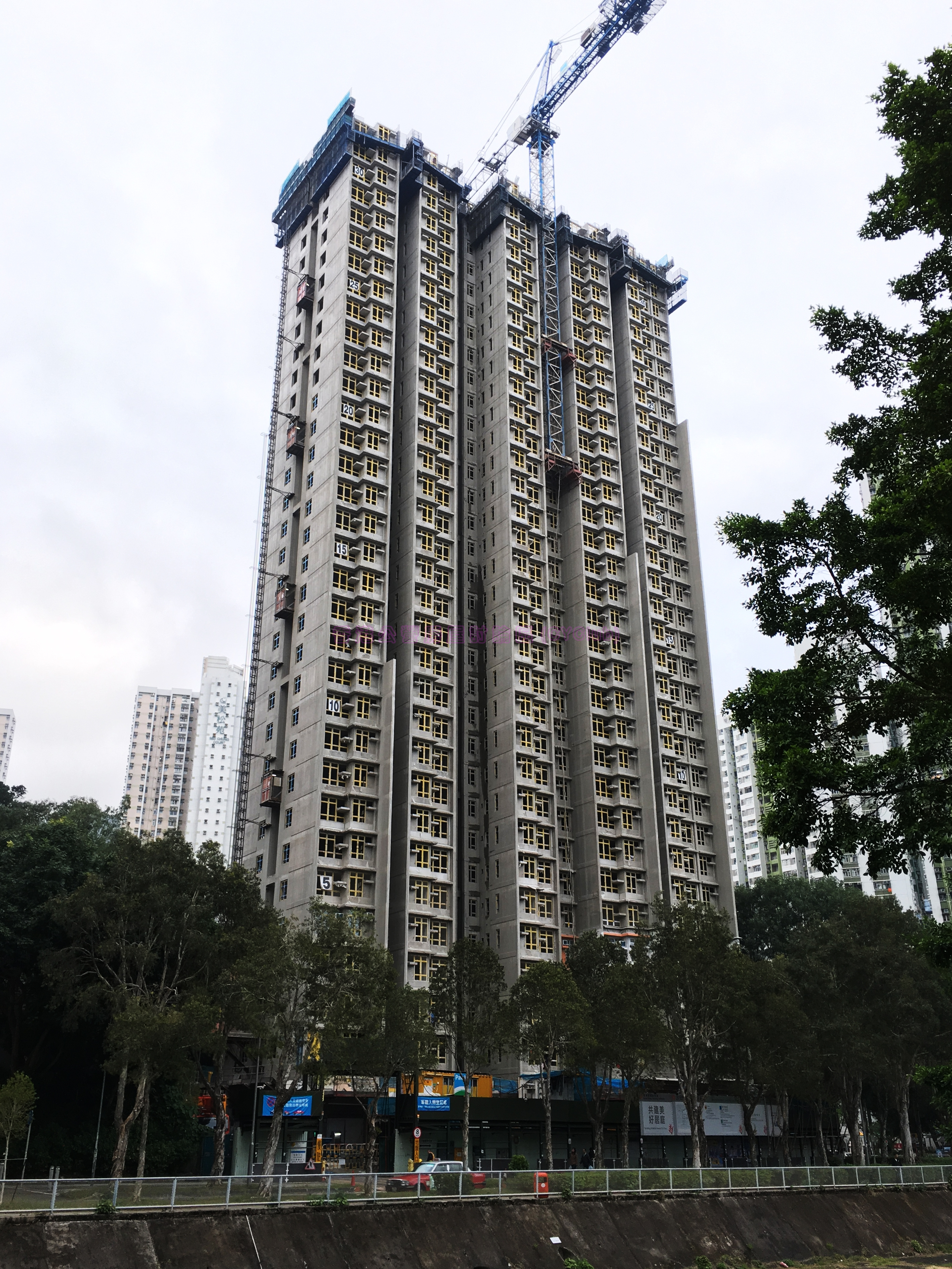
2015年12月
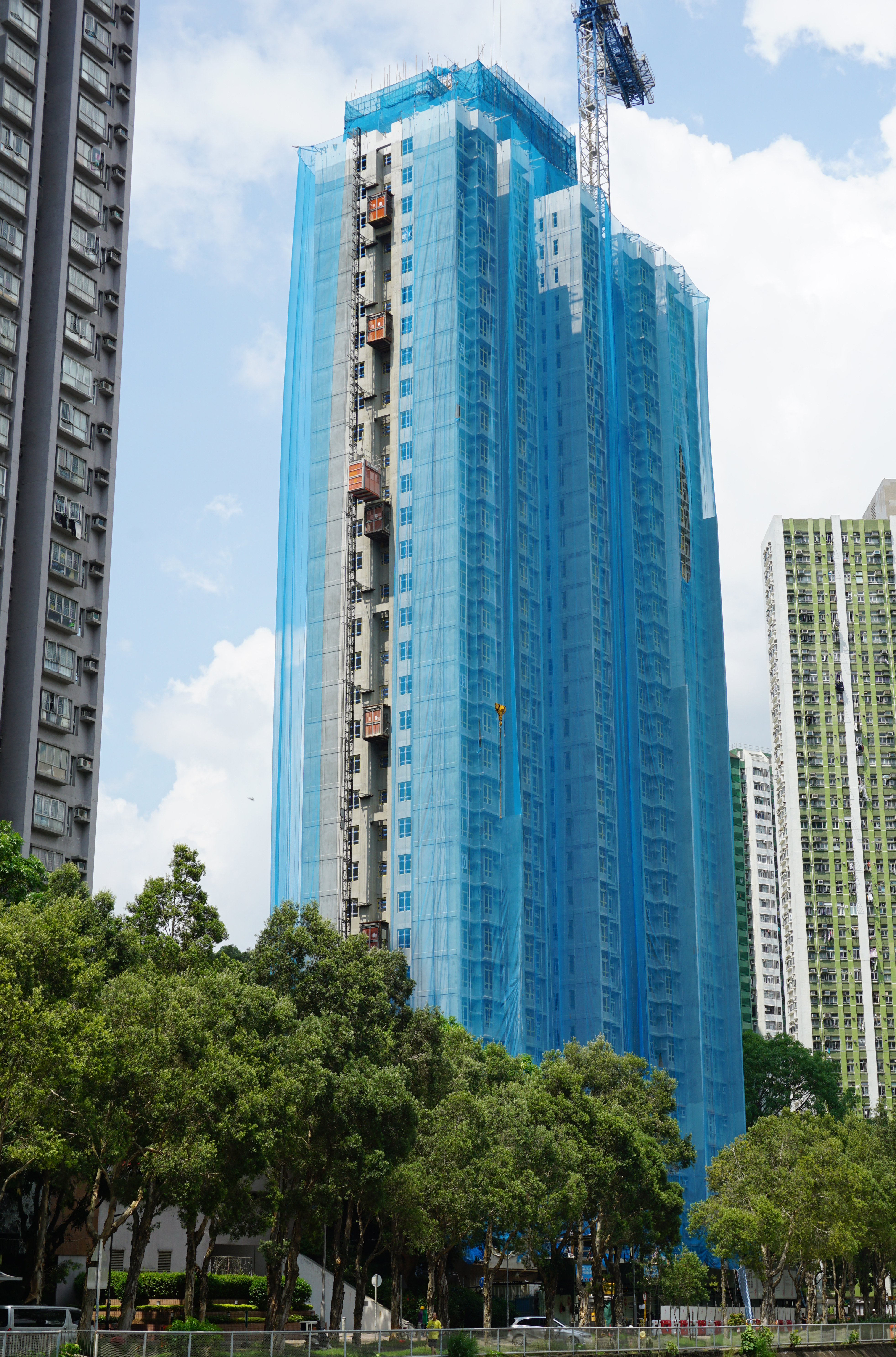
2016年5月
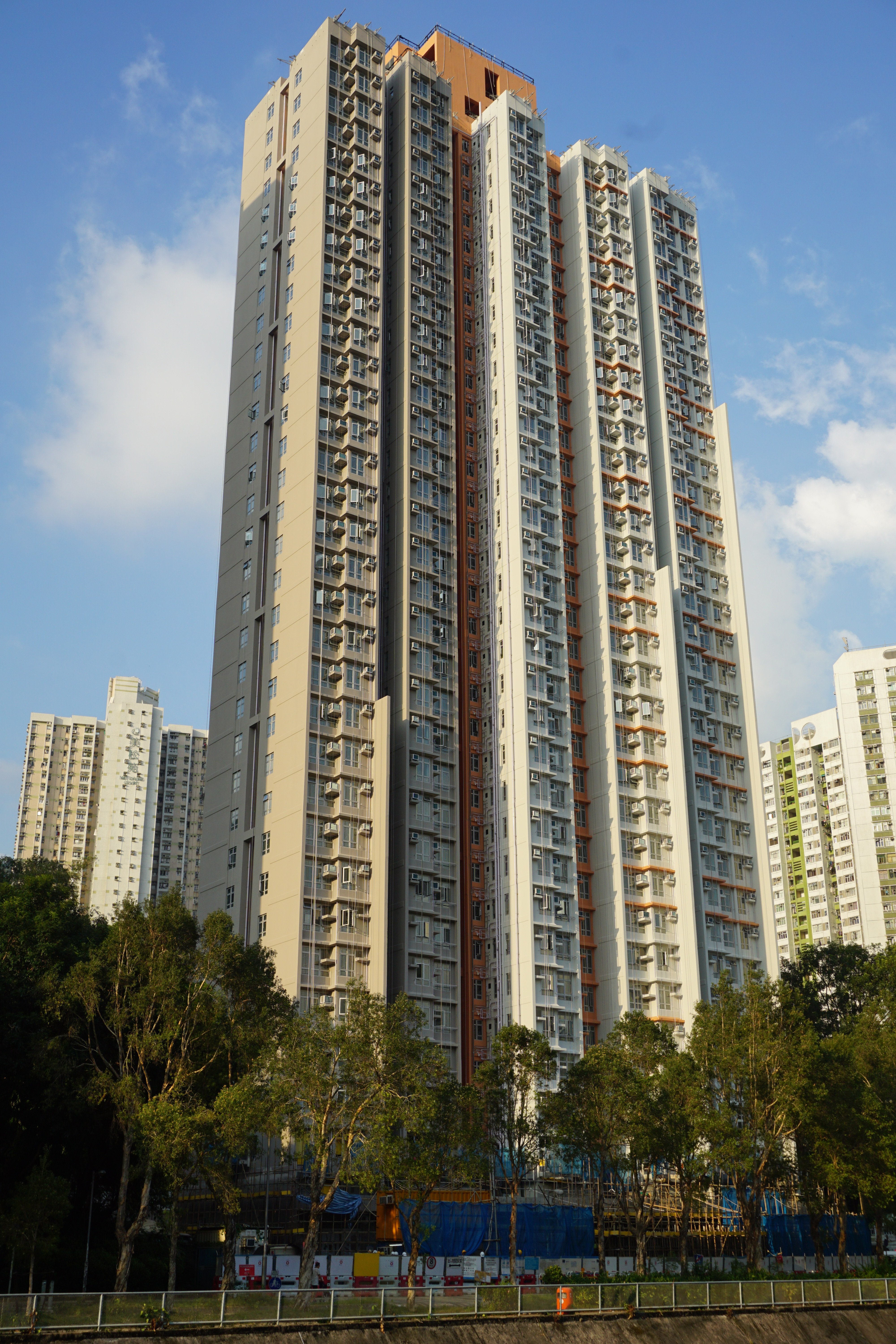
2017年2月

## 交通
美柏苑遠離大圍站及市中心，交通不便，出入均需要駁小巴。繁忙時間經常大排長龍。

## 問題
有業主收樓後，指單位內地板可以鎅損腳，門框的崩口只用石灰粉填補及地板與門檻差距達60毫米等。即使單位窗戶經過執漏，仍出現裂紋。
到7月，有業主為單位進行裝修時，發現廚房地台電線亂鋪，水線只用軟膠包裹，地台喉管更穿窿，令樓下單位漏水。資深驗樓師稱，廚房水線只用軟膠包裹及外露在鋼筋上，情況並不尋常。事件被揭發後，房署一度回覆指是裝修工人擅自將廚房地台的水線拆開並重新包裹軟膠。其後才通知業主，安排工人到單位內再次開鑿地台及重新處理水線。業主批評房署不願承擔責任，監工疏忽。
房署回覆表示已就此違規個案向承建商保華建築營造有限公司發警告信，但相信此個案屬個別事件。

## 鄰近屋苑
- 美田邨
- 美林邨
- 美城苑
- 美松苑
- 美盈苑
- 翠景花園
- 恒峰花園